# أحمد فلوكس
أحمد فلوكس (22 يونيو 1981 -)، ممثل مصري.

## عن حياته
هو ابن الفنان فاروق فلوكس.
والدته تركية الأصل، دخل كلية الإعلام، شارك أثناء فترة دراسته في تقديم برنامج «أخبارنا في أسبوع»، ما تسبب في تأخر تخرجه في الجامعة
بعد تخرجه عمل لفترة قصيرة كمقدم لبرامج المنوعات في شبكة راديو وتلفزيون العرب، ثم التحق بقناة «اقرأ» التابعة لنفس الشبكة من أجل تقديم برنامج ديني، برفقة الإعلامية «نادية عمارة»، لكنه تركه بعدما قالت له إحدى المتصلات «يا فضيلة الشيخ»، فشعر أنه في طريق غريب عنه.
عمل لفترة كـ«دي جي» أفراح شعبية، من أجل تحسين دخله الذي كان قليلًا في تلك الفترة،
تقدم لمعهد التمثيل ولم يتم قبوله بسبب سوء تأديته للمشهدين المطلوبين منه أمام لجنة الاختبارات، ولكن على الرغم من ذلك لم يستسلم
عارض والده دخوله مجال التمثيل، ظهوره الأول له كان من خلال مشهدين في مسلسل «رجل من زمن العولمة»، عام 2002 مع الفنان صلاح السعدني، أول مشهد له كان هو ضرب والده الفنان فاروق فلوكس.
شارك خلال عام 2009 في أكثر من عمل تلفزيوني عرضت خلال شهر رمضان مثل مسلسل أنا قلبي دليلي بدور أنور وجدي الذي تزوج من المطربة الممثلة ليلى مراد ومسلسل خاص جدا الذي أدت دور البطولة فيه الممثلة يسرا.

### حياته الأسرية
تزوج من سيدة مغربية أسمها «رابيا» تعمل كعارضة أزياء ورزق منها بإبنه «سيف الدين»، لكنه انفصل عنها وتزوج من الممثلة هنا شيحة في 21 أكتوبر 2018. وانفصل عنها أيضاً في يوليو 2019. وفي 2020 عاد أحمد فلوكس لزوجته الأولى رابيا وابنهما سيف بعد انفصال دام 12 سنة.

## أعماله

### في التلفزيون
| سنة الإنتاج | اسم المسلسل                                      | الشخصية                     |
| ----------- | ------------------------------------------------ | --------------------------- |
| 2019        | بدل الحدوتة تلاتة                                | (طارق)                      |
| 2017        | نصيبي وقسمتك الجزء الثاني: رحمة                  | (ياسين)                     |
| 2017        | الدخول في الممنوع                                | (سيف هريدي)                 |
| 2017        | الأب الروحي                                      | (زكريا العطار)              |
| 2014        | الإخوة                                           |                             |
| 2014        | إمبراطورية مين                                   | (ضيف شرف)                   |
| 2013        | العراف                                           | (سيد العربي الكحكي)         |
| 2013        | الوالدة باشا                                     |                             |
| 2012        | باب الخلق                                        | (شاكر)                      |
| 2011        | احنا الطلبة                                      | (ماجد)                      |
| 2010        | الجماعة                                          | (صالح عشماوي)               |
| 2010        | الحارة                                           | (شوقي)                      |
| 2009        | خاص جدا                                          | (ضيف شرف)                   |
| 2009        | أنا قلبي دليلي                                   | (أنور وجدي)                 |
| 2009        | الباطنية                                         | (فتحي العقاد)               |
| 2008        | رمانة الميزان                                    |                             |
| 2008        | المحطة أكشن نيوز                                 |                             |
| 2007        | قضية رأي عام                                     | (رامي)                      |
| 2007        | أحمد اتجوز منى الجزء الأول الجزء الثاني عام 2007 | (أحمد)                      |
| 2006        | اللي اختشوا ماتو                                 |                             |
| 2006        | العندليب                                         | (شحاتة ابن خالة عبد الحليم) |
| 2006        | أولاد الشوارع                                    |                             |
| 2005        | المنادي                                          |                             |
| 2005        | مسائل عائلية جدا                                 |                             |
| 2005        | الرنين والصدى سهرة تلفزيونية                     |                             |
| 2004        | مصر الجديدة                                      | (عمر سلطان)                 |
| 2004        | أحلام البنات                                     |                             |
| 2004        | يا ورد مين يشتريك                                |                             |
| 2002        | رجل في زمن العولمة الجزء الثاني عام 2003         | هيثم                        |

### في السينما
| سنة الإنتاج | الفيلم         | الشخصية          |
| ----------- | -------------- | ---------------- |
| 2019        | الممر          | (محمود)          |
| 2017        | 53 دقيقة       |                  |
| 2016        | 30 يوم في العز | (عدوي)           |
| 2012        | ساعة ونص       | (فريد/فلفل)      |
| 2011        | شقاوة          |                  |
| 2010        | العين بالعين   |                  |
| 2010        | المسافر        | (ضيف شرف)        |
| 2010        | التشريفه       |                  |
| 2010        | شرف إمرأة      |                  |
| 2009        | أعز أصحاب      | (علي حسني)       |
| 2008        | شارع 18        | (أيمن)           |
| 2006        | علاقات خاصة    | (أحمد عبد النور) |

### في الإذاعة
| سنة الإنتاج | اسم العمل   | الشخصية |
| ----------- | ----------- | ------- |
| 2010        | أنا والحبيب |         |

## وصلات خارجية
- أحمد فلوكس على موقع IMDb (الإنجليزية)
- أحمد فلوكس على موقع الدهليز
- أحمد فلوكس على موقع قاعدة بيانات الأفلام العربية
- أحمد فلوكس على موقع قاعدة بيانات الفيلم (الإنجليزية)